# Шубак Ігор Романович
І́гор Рома́нович Шубак (1995—2014) — солдат Збройних сил України; учасник російсько-української війни.

## З життєпису
Народився 1995 року в селі Биличі (Старосамбірський район, Львівська область). 2010 року закінчив 9 класів ЗОШ села Биличі Старосамбірського району, у 2013 році — Добромильський професійний ліцей; здобув професію «маляр, штукатур».
У часі війни з 14 травня 2014-го — старший майстер-регулювальник, 703-й інженерний полк. Від 29 липня перебував в зоні бойових дій.
Загинув 31 серпня 2014-го внаслідок підриву автомобіля під Маріуполем на невизначеному вибуховому пристрої, здетонували міни, які військовики перевозили. Ще п'ятеро вояків загинули — Вадим Суский, Ігор Бжостовський, Андрій Струсь, Володимир Дорошенко, Роман Малецький, четверо були поранені. Після вибуху тіло Ігоря не знайдено.
У «Книзі пам'яті» станом на грудень 2018 року зазначено «не похований».

## Нагороди і вшанування
За особисту мужність і героїзм, виявлені у захисті державного суверенітету та територіальної цілісності України, вірність військовій присязі під час російсько-української війни
- нагороджений орденом «За мужність» III ступеня (26.2.2015, посмертно)
- Його портрет розміщений на меморіалі «Стіна пам'яті полеглих за Україну» в Києві: секція 4, ряд 4, місце 13
- Вшановується 31 серпня на щоденному ранковому церемоніалі вшанування українських захисників, які загинули цього дня в різні роки внаслідок російської збройної агресії[1]
- Прізвище Ігоря Шубака занесено до Книги пошани військової частини[2]